# Dorothee Sölle
Dorothee Sölle, född 30 september 1929, död 27 april 2003, var en socialt medveten tysk teolog och skribent. Hon studerade teologi, filosofi och litteratur vid universitetet i Köln och doktorerade med en avhandling om kopplingen mellan teologi och poesi.
Hon betraktas som en av 1900-talets mest betydelsefulla teologer. Sölle såg sig hemma i en profetisk och messiansk tradition. Författarskapet omfattar mer än trettio teologiska böcker om bibeltolkning utifrån de fattigas perspektiv, Jesu Kristi befriande existens, Gud som treenig gemenskap och solidaritet, ekumenik som gemensam rättvisekamp för människor och miljö. Hon är även känd för sin radikala kritik av de koloniala orättvisorna i världen och sin kyrkokritik. Sölle skrev även poesi.